# 格蘭布克湖
53°8′46″N 8°42′59″E / 53.14611°N 8.71639°E
格蘭布克湖（德語：Grambker See），是德國的湖泊，位於該國西北部，由不來梅州負責管轄，面積0.02平方公里，平均水深2米，最大水深3米，水體容量5萬立方米，湖水來自降雨和地下水。